# Moellon

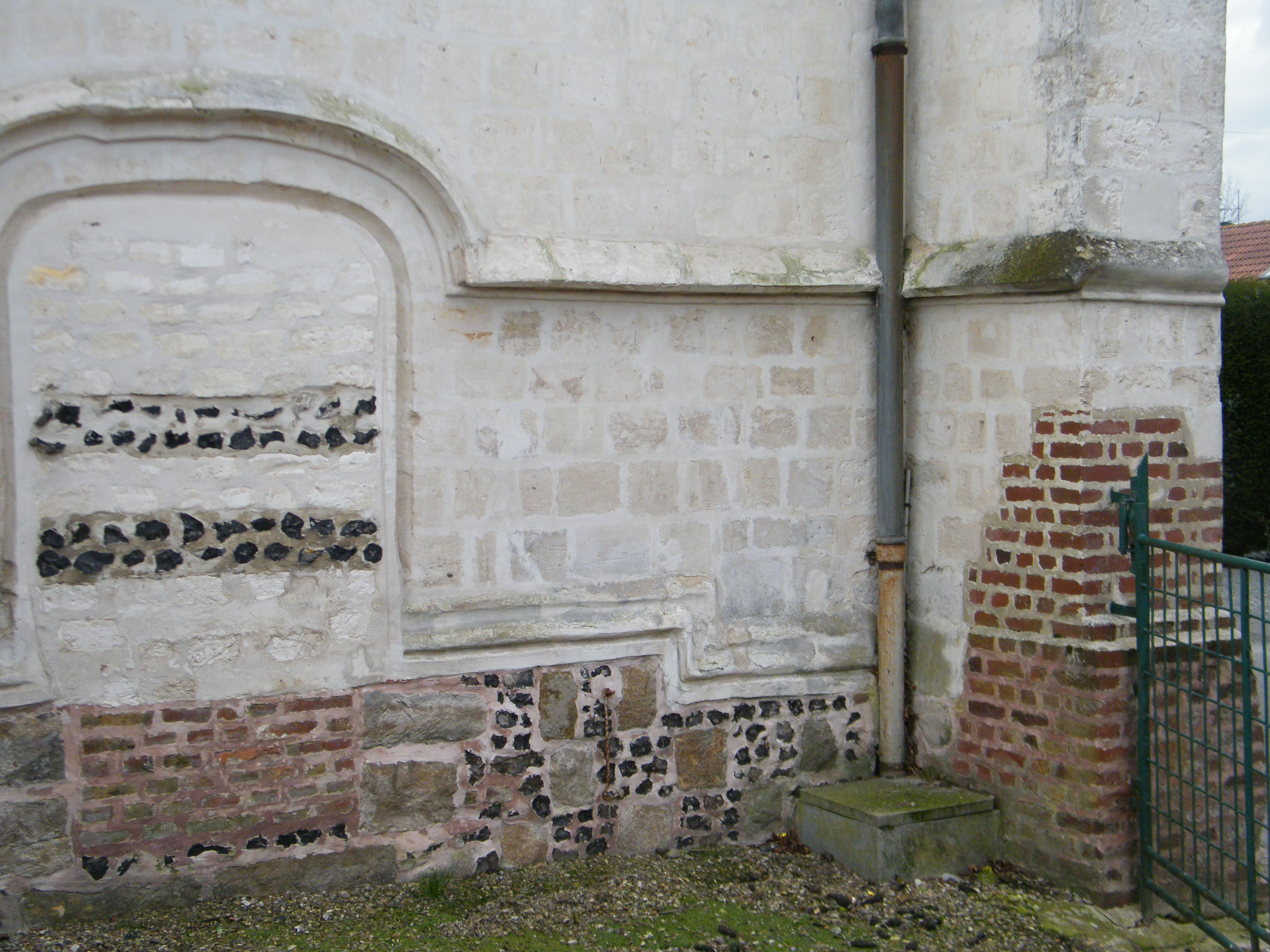
Obturation d'une ancienne porte par appareillage de silex en damier de moellons à l'extérieur de l'église Saint-Maurice de Vironchaux. Contrairement à l'enduit, la pierre apparente donne une grande lisibilité à l'architecture et met en évidence toutes les modifications : obturation ou repercement de baie, repentir, reprise de rez-de-chaussée, surélévation de façade ou de pignon

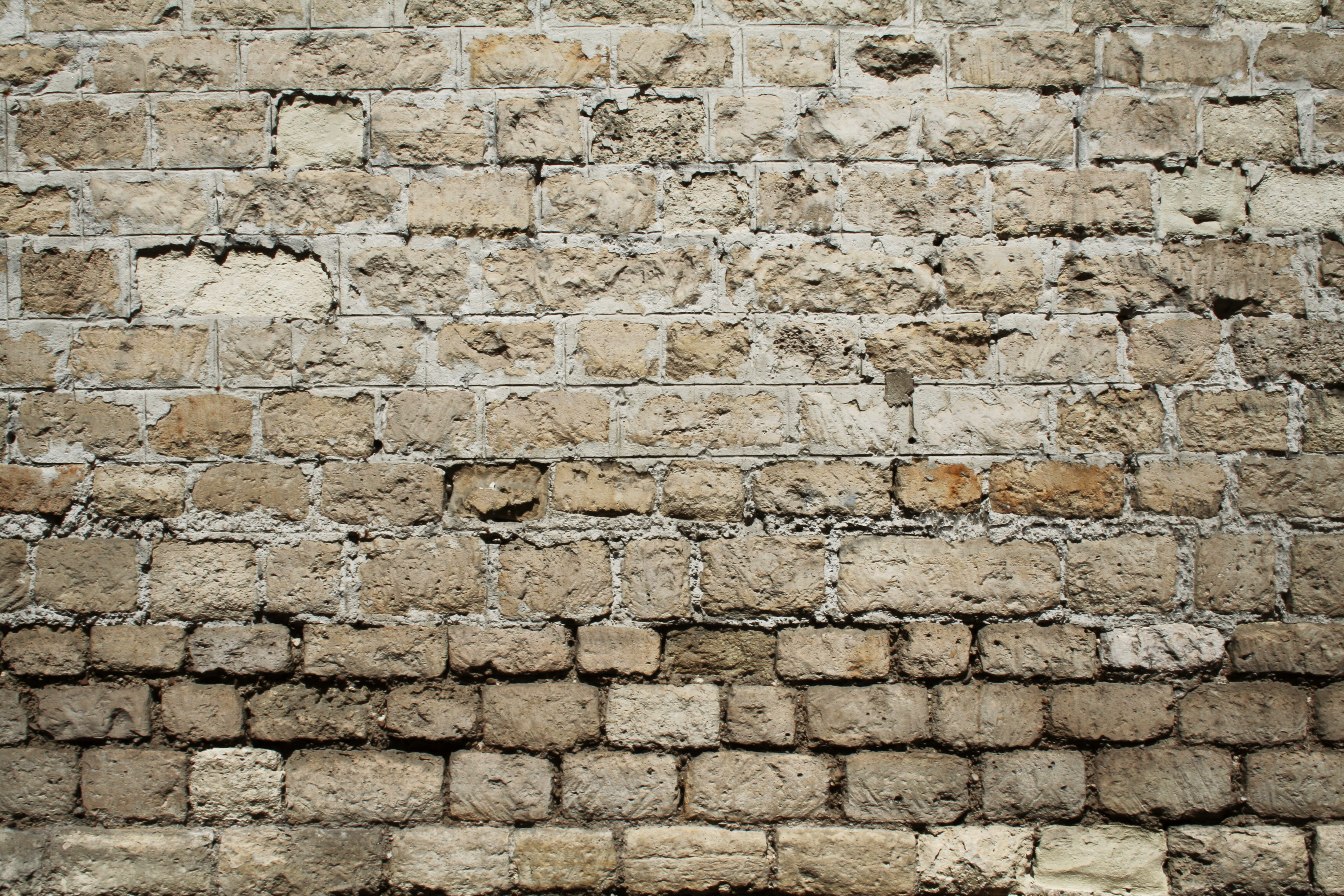
Mur en moellon.

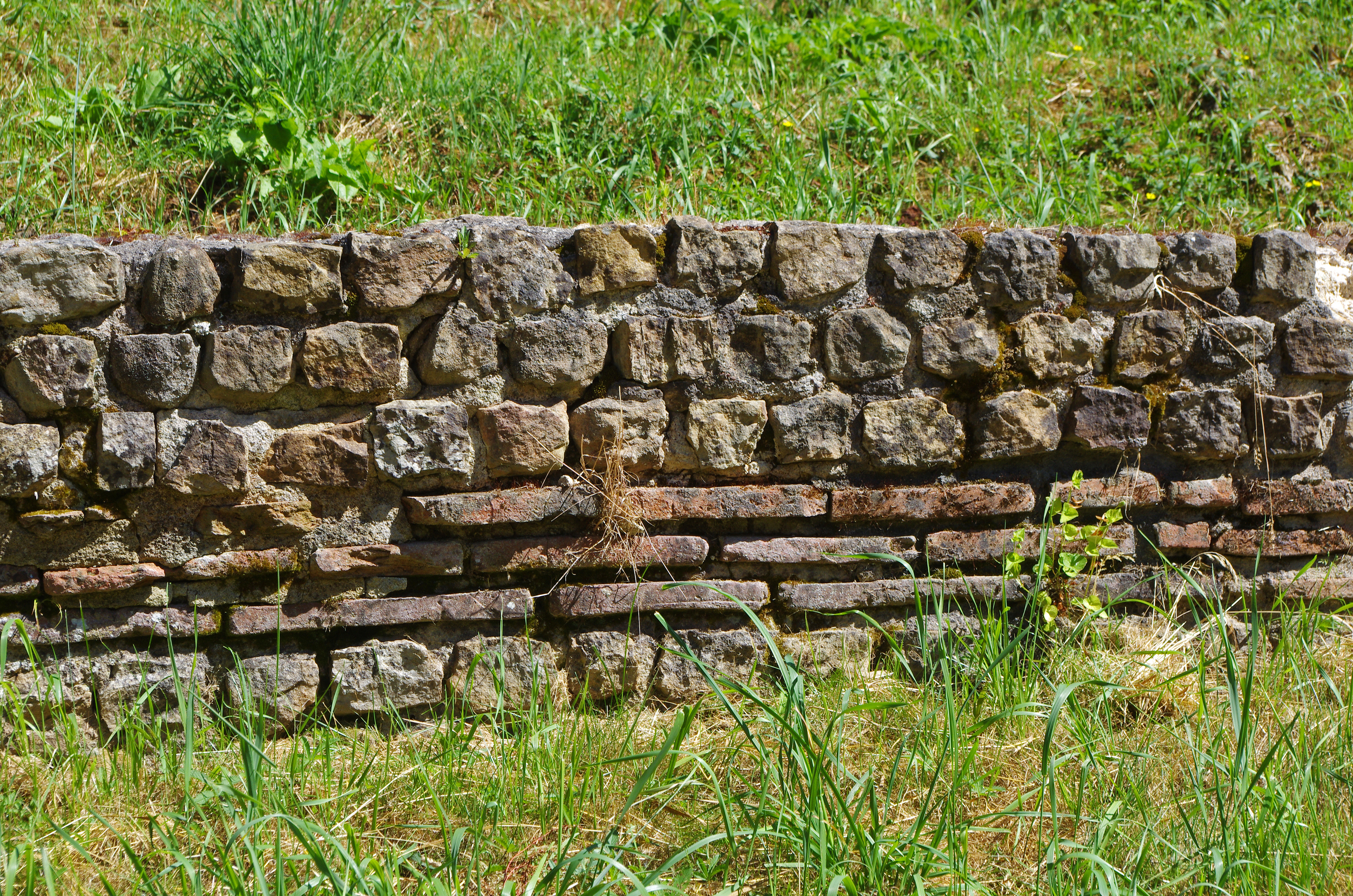
Théâtre gallo-romain de Gennes. Mur en opus mixtum (appareil mélangé). L'opus mixtum alterne dans un mur de lits de moellons de pierres (opus vittatum) et de lits de briques (opus testaceum).

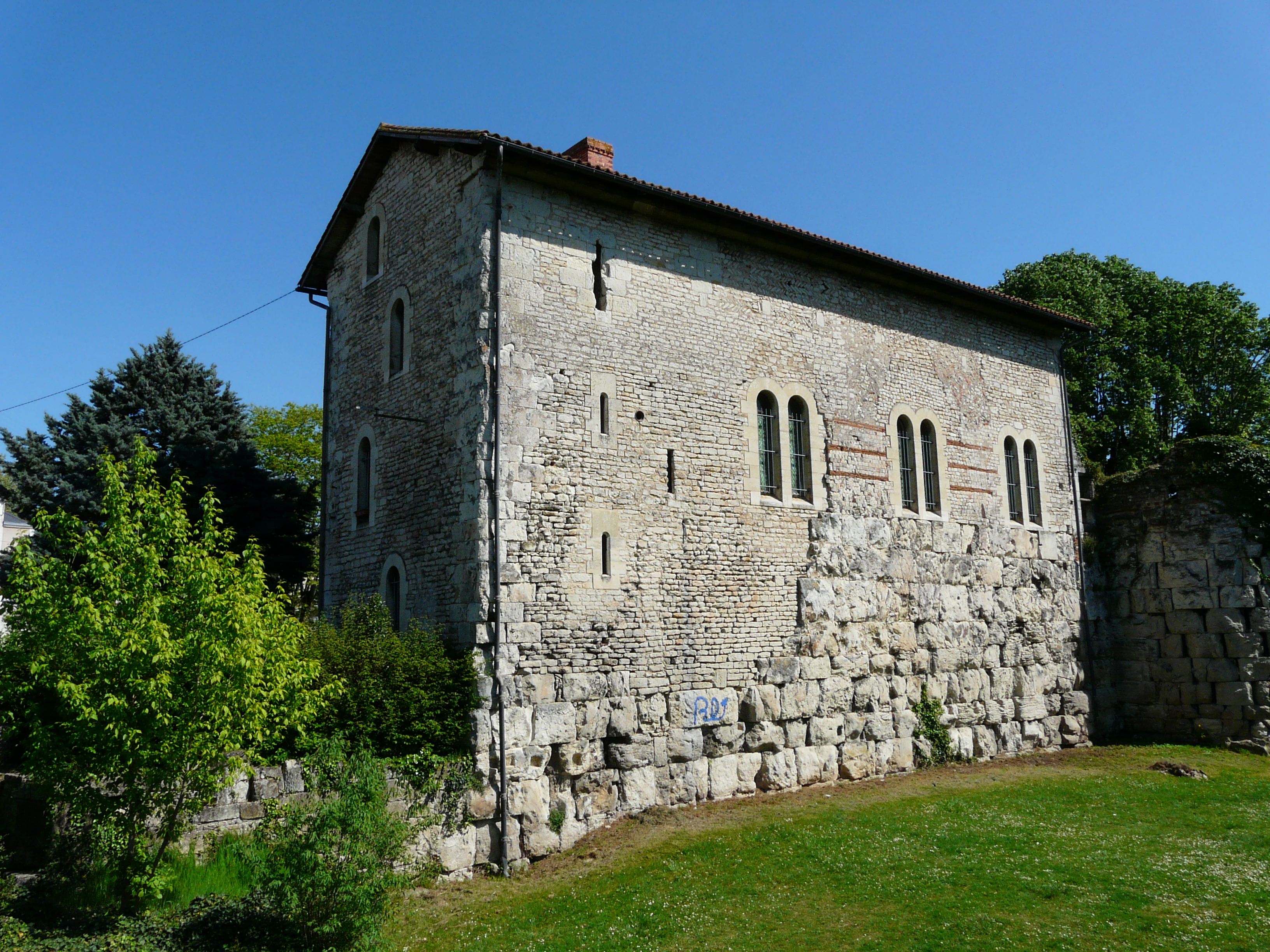
Périgueux, côté ouest de l'hôtel d'Angoulême (XIIe siècle). Les soubassements en grand appareil sont des vestiges de la citadelle gallo-romaine de Vésone (IIIe siècle).

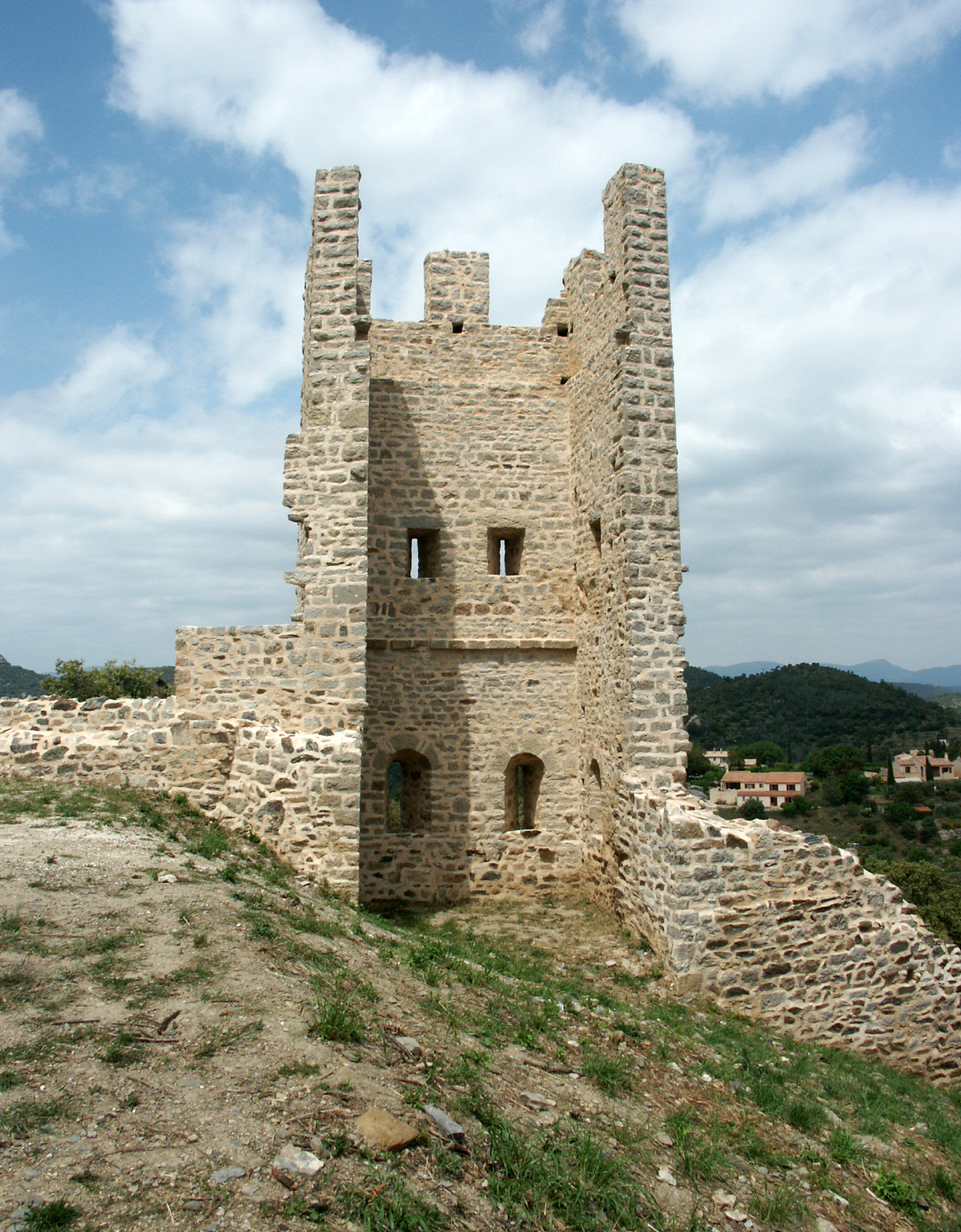
Tour de la première enceinte médiévale de la ville d'Hyères, XIIIe siècle.

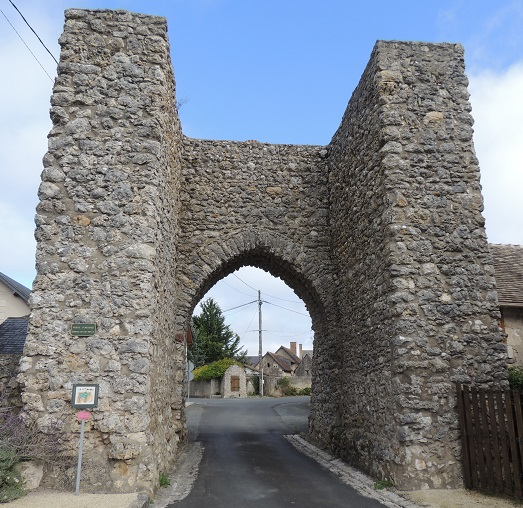
Porte fortifiée de Rillé. Deux énormes piles de chaque côté de la route et une arcade brisée entre les deux, sous laquelle on devine le logement de la herse, construction de petits moellons.

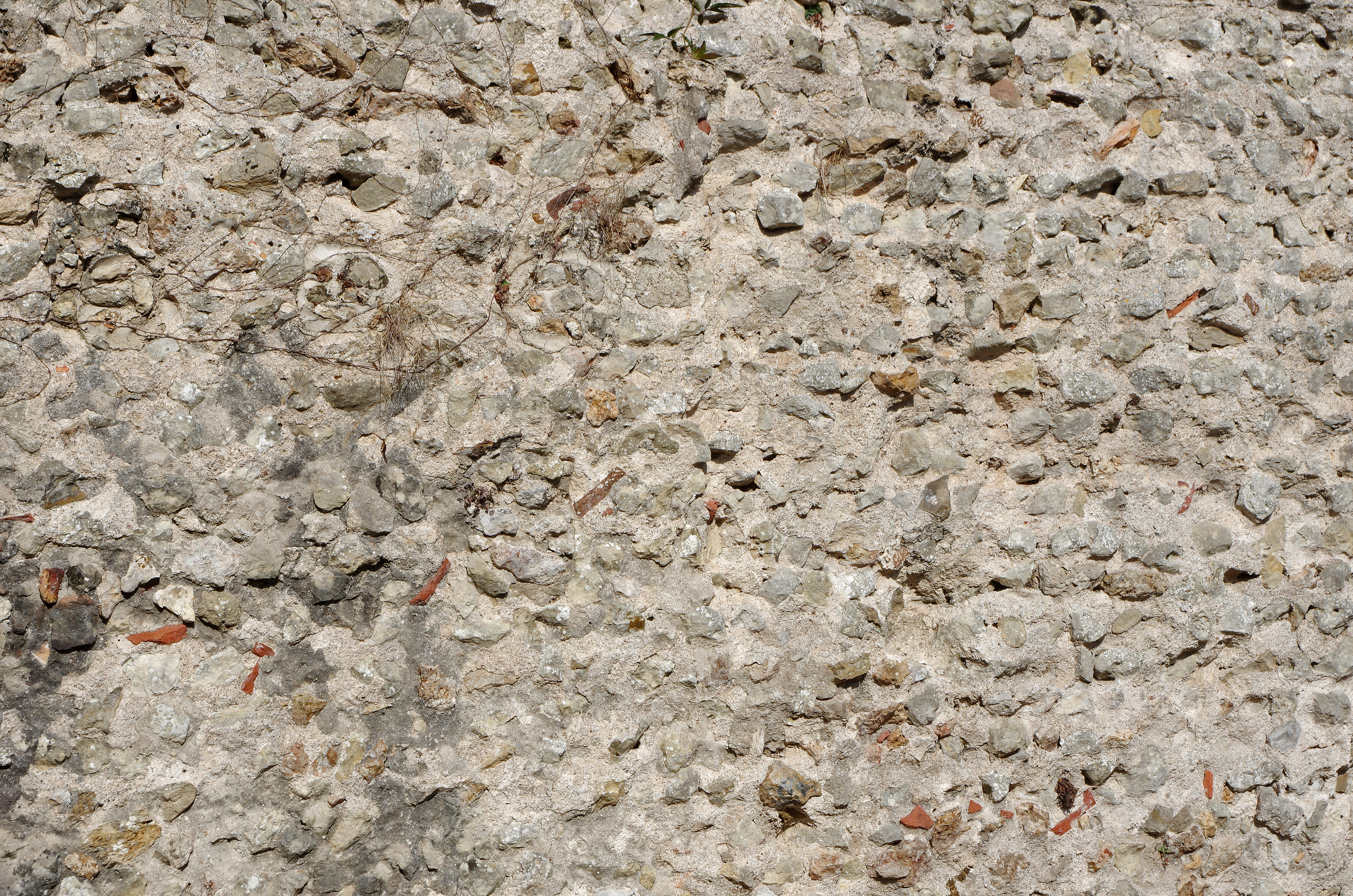
Petit appareil de la muraille du castellum de Larçay. Fortification militaire gallo-romaine du IIIe siècle. Beaucoup d'édifices anciens ont été détruits non seulement par le temps, mais aussi par les populations qui utilisaient ces édifices comme carrières de pierres prêtes à l'emploi. Le petit appareil ne pouvant livrer que des moellons de piètre qualité après de gros efforts pour les libérer du mortier, a pu dissuader la récupération, donc la destruction de l'édifice. Des morceaux de carreaux sont inclus dans le mortier.

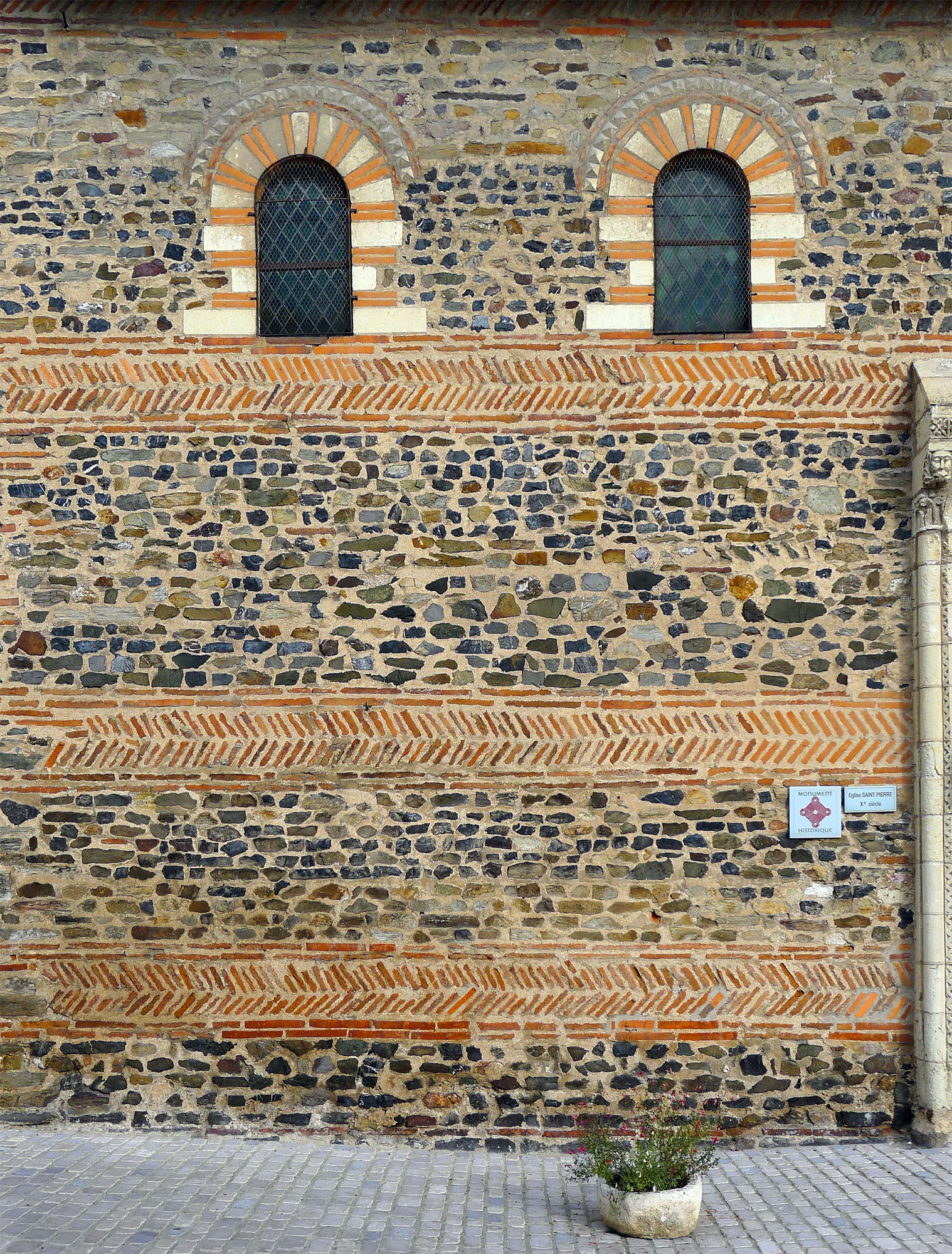
Église Saint-Pierre-et-Saint-Romain de Savennières, Xe siècle, façade sud : mur en moellons de roches métamorphiques locales traversé par des bandes de briques disposées en arête de poisson, elles-mêmes encadrées par deux assises de briques.

Un moellon (appellations anciennes « maillon » ou « moilon ») est une pierre à bâtir, en général de calcaire, relativement tendre, taillée partiellement ou totalement, de dimensions et de masse qui le rendent maniable par une seule personne. Le moellon provient ordinairement des carrières d'où on tire la pierre de taille et on le prend dans les bancs qui ont peu d'épaisseur. Les moellons bruts étaient principalement employés à l'intérieur des maçonneries dans la maçonnerie de blocage. Correctement taillés, ils remplaçaient la pierre de taille et venaient en parement dans des constructions qui présentaient peu d'importance sous le rapport de l'architecture. On dit que le moellon forme le petit appareil, alors que la pierre de taille, de plus grande dimension, forme le grand appareil. Là où, dans le grand appareil, la pierre de taille est posée à joint-vif, la maçonnerie de moellons (sauf pour la pierre sèche) est liée par un mortier de terre, de chaux, ou de ciment.
Il peut y avoir malentendu, car, dans certaines régions de France, comme l'Ardèche, par exemple, les parpaings sont appelés moellons.
Les moellons ne sont pas exactement dressés ni taillés sur leurs faces. Les moellons peuvent être irréguliers, bruts pris tels quels à la carrière ; réguliers, c'est-à-dire propres à former des assises continues; smillés ou piqués — soit dégrossis à la smille ou à la pointe —, de manière à offrir sinon des faces plus ou moins dressées, du moins des arêtes droites en parement ; épincés, c'est-à-dire offrant dans le parement une face dressée au marteau ou à la hachette. Les moellons d'appareil sont des pierres dégrossies comme des pierres de taille dont les différentes arêtes sont dressées, mais dont les faces restent brutes ou ne sont que sommairement dressées ; ils servent aux mêmes usages que les pierres de taille : parements, voussoirs, encadrements de baies, pilastres, etc. Quand on maçonne en moellons, le démaigrissement des queues doit être compensé à l'aide de petites pierres intercalées.
Les Romains nommaient les moellons cæmenta, dont le nom se retrouve dans opus caementicium, appareillage de moellons qui forme le massif de la plupart des maçonneries romaines. L'appareil de moellon en parement, prend le nom d'opus incertum ou d'opus reticulatum ou d'opus vittatum. L'art roman hérite de cette manière de concevoir les maçonneries.
La personne chargée de tailler les moellons s'appelle moellonneur, piqueur de moellons, ou épinceur.

## Extraction et taille de bloc

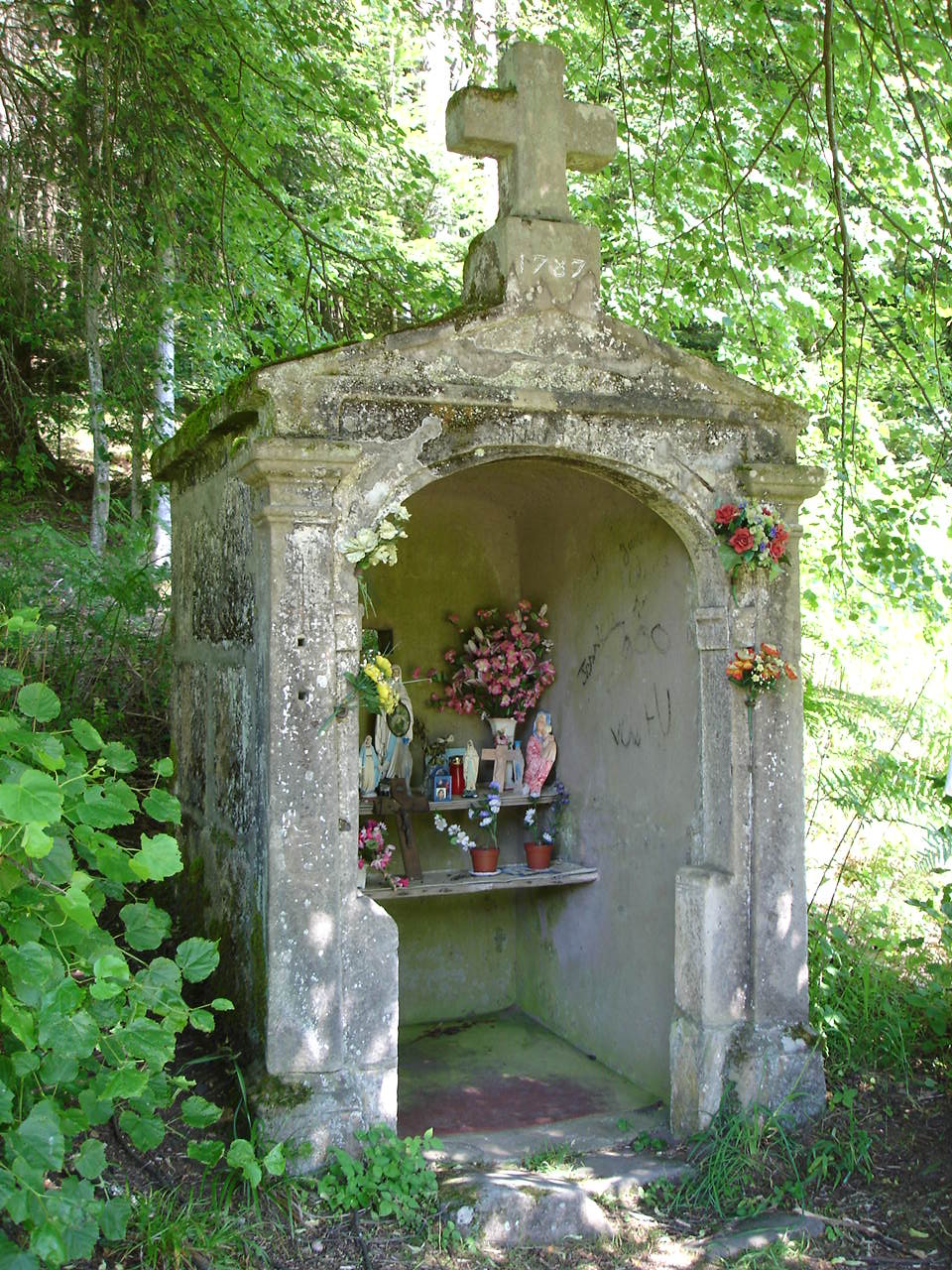
Oratoire en moellons de grès finement taillé, commune de Neufmaisons (France).

Le carrier extrait la pierre brute du sol dans la carrière et la fournit aux moellonneurs qui taillent les pierres traditionnellement dans la carrière. Le moellonneur donne une forme à la pierre qui peut être un bloc plus ou moins fini selon le besoin, pour aboutir par exemple à constituer un arc, une voûte, une baie, un dallage, un escalier ou simplement un mur. Le dessin global de ces membres est fait par l'architecte ou le maître d'œuvre. Dans la plupart des cas de construction importante, l'architecte ou un appareilleur « calepine » les blocs à tailler qui font partie de l'apparence, ce n'est pas le cas dans les constructions peu importantes.
Le moellonneur utilise une scie ou une trancheuse pour le clivage ou un marteau pneumatique ou, plus traditionnellement, la masse et le burin pour définir le bloc, l'ébaucher. Il utilise la laye, la rustique (pics-haches lisses et à dents), la boucharde (marteau à dents) pour dégrossir et dresser les pans de façon rustique (le rusticage).
Il peut éventuellement finir précisément son travail sur le chantier de construction en façade ou depuis l'intérieur du bâtiment, et terminer la tête dressée (la face visible) du moellon. 
Le moellon se distingue de la pure pierre de taille à arêtes vives par une queue biseautée en démaigrissement qui n'en fait pas un bloc s’emboîtant parfaitement avec les autres blocs. Le moellon est un bloc plutôt petit (le tailleur de pierre utilise en plus pour la taille de pierre le ciseau, le poinçon, la gouge, la ripe pour faire les décors et moulures, le chemin de fer pour faire la face plane en façade). Le moellon est réputé ne pas pouvoir faire des saillies simples en façade de corps de bâtiment aussi importantes qu'une pierre de taille qui peut être de plus grandes dimensions.
Un carreau est un moellon plat qui sera posé dans le mur sur un des côtés minces, ou bien sur le côté large horizontal pour faire un dallage, le plus grand pan (la plus grande face) étant visible.
La moellonnaille (la blocaille, les garnis, la pierre perdue) catégorise les petits moellons sans forme ni taille précises venant du travail du moellonneur ou du carrier.

## Appareil
L'utilisation de moellons se fait pour les murs en élévation aussi bien que pour les soubassements à moitié enterrés, et les fondations (auquel cas les pierres prennent le nom de libage ; voir aussi fondation en moellons).
Dans un mur, le bloc est normalement posé sur son lit de pose ou d'assise, face de dessous qui est dans le plan horizontal d'extraction de carrières. Il est posé en délit (en contre-lit), plan vertical d'extraction, normalement si le matériau le supporte sans se déliter (se désagréger avec le temps). Les voûtes, les arcs, les parties hautes des baies utilisent les blocs équarris avec des lits de pose non horizontaux.
Les moellons équarris sont en maçonnerie ordinaire posés à plat (petite hauteur verticale) ou posés de champ (grande hauteur verticale) sur leur lit de dessous. Le moellon peut être mis en boutisse, il traverse en partie le mur, un bout, le petit côté est visible en parement. Il peut être mis en boutisse parpaigne, il traverse alors totalement le mur, les deux bouts sont visibles en parement et des carreaux peuvent être utilisés pour ce faire (détail : Appareil). 
Les moellons de façon ordinaire sont posés dans les murs sans arrangement de forme, en opus incertum avec éventuellement un parement de mortier (enduit). S'ils sont posés sans mortier ni enduit, on parle de pierres sèches. En construction de qualité, l'arête de la rencontre en angle saillant ou rentrant de deux pans de mur peut se faire avec de gros moellons équarris arrangés en besace, alternance verticale d'un grand côté et d'un petit côté, constituant la chaine ou le chainage.
Les moellons sont disposés, appareillés, selon une trame de pose à joints horizontaux qui sont les joints de lit, rectilignes ou non et avec des joints verticaux, les joints montants, qui eux sont ordonnés ou non. Cette pose suppose dans tous les cas qu'un coup de sabre (fissure béante apparaissant avec le temps entre des moellons désolidarisés donnant deux parties de mur dissociées) ne puisse normalement se faire dans le mur.
Le carreau peut être employé comme revêtement mural, comme pierre de parement collée et agrafée pour habiller les façades et pour donner un aspect rustique aux supports en béton ou en blocs agglomérés.
La moellonaille (la blocaille) est maçonnée de façon ordinaire en blocage pour constituer la fourrure entre les appareils de moellons ou de pierres de taille ou de briques en parement du mur, ou bien encore entre des banches qui sont posées entre des chaines de pierres taillées, les chaines d'angles et chaines verticales. La moellonaille des carrières sans moellonneurs sert aussi à faire les hérissons de pierres jetés sur sol pour faire le support d'une dalle ; ce support est disjoint de celle-ci. Elle sert aussi à la fabrication du béton cyclopéen qui est utilisé depuis l'antiquité romaine pour fabriquer les gros massifs des constructions.

## Mise en œuvre
Le maçon effectue le moellonage, la mise en œuvre.
La maçonnerie de moellons peut être homogène ou mixte ; la maçonnerie mixte est celle qu'on rencontre le plus souvent. La maçonnerie homogène de moellons peut s'exécuter en moellons piqués ou smillés qui sont de petites pierres de taille qu'on pose à la main. Les joints et les lits sont seulement un peu moins soignés. Étant donné la petite dimension des matériaux, il est nécessaire de les relier les uns aux autres avec un bon mortier et de veiller à ce que la découpe et l'enchevêtrement soient bien combinés ; pour la pose, on n'a pas besoin de recourir à des cales, les moellons sont posés à bain de mortier et on fait refluer celui-ci en frappant le moellon avec un marteau.
Quelquefois, c'est le maçon qui taille lui-même le moellon dont il se sert, mais, pour une construction importante, il vaut mieux avoir recours à des ouvriers spécialisés qu'on appelle piqueurs de moellons. La maçonnerie homogène de moellons bruts se rencontre rarement ; il est rare qu'on n'associe pas ces matériaux à d'autres plus résistants, des pierres de taille par exemple, destinés à former les socles, les angles de la construction et les principales lignes.
Le moellon brut ne sert guère que pour le remplissage. Cependant on peut avoir à l'employer en parement alors le maçon choisit dans le tas de pierres qu'il a à côté de lui sur l'échafaud les plus belles dont il dresse la tête aussi bien que possible avec sa hachette. Le manœuvre arrose ces moellons avant l'emploi afin qu'ils ne dessèchent pas trop vite, puis le maçon étend à la truelle sur l'assise déjà existante un lit de mortier de 2 cm à 3 cm d'épaisseur, met le moellon en place et fait refluer le mortier en frappant avec la tête de sa hachette. Il peut aussi, en frappant latéralement, corriger la position de la pierre et faire en sorte que le parement soit bien parallèle au cordeau directeur.
Pour accoler un second moellon au premier, on commence par plaquer du mortier sur le joint de celui-ci, puis on approche la seconde pierre en la frappant latéralement avec la hachette afin de réduire l'épaisseur du joint et de rendre la masse plus compacte. Les moellons ont des queues inégales et que les joints se découpent d'une assise à l'autre. La plupart du temps, ces pierres se trouvent démaigries en queue, elles ne reposent alors sur l'assise inférieure que par la partie antérieure de leur lit. On remédie à cet inconvénient en plaçant sous la queue des éclats de pierre qui forment cale et qu'on engage solidement dans le mortier en les frappant d'un coup de hachette.
Reste à faire le remplissage. Pour cela, on pose un bon bain de mortier sur la surface de l'assise et on prend les moellons bruts qu'on met en place en les enchevêtrant le plus possible et en les enfonçant avec le marteau. Si le maçon ne trouve pas dans le tas une pierre convenable, il en fend une et la taille à la forme voulue avec le tranchant de sa hachette. Les éclats sont enfoncés à coups de marteau dans les joints nécessairement irréguliers qui séparent tous les moellons et il faut que le mortier reflue bien de toutes parts afin qu'on soit certain qu'il ne reste pas de vide.
Le maçon prend à la main le mortier qui a reflué et le répand uniformément sur la surface de l'assise ; il doit bien se garder de lisser cette surface avec la truelle parce que la compression qu'il fait subir au mortier le dessèche et le fait durcir ; il conserve sa surface lisse lorsqu'on vient appliquer le bain de mortier destiné à recevoir l'assise supérieure: L'adhérence se fait mal et la maçonnerie est mauvaise. On a vu des maçons placer à sec les moellons qui remplissent une assise puis verser dessus un mortier de chaux ou de plâtre plus ou moins fluide qui est censé devoir remplir tous les vides. C'est une opération déplorable de laquelle résulte une maçonnerie creuse de qualité détestable.

### Matériaux
Ces appellations sont utilisées et caractérisent le matériau de construction, la pierre à bâtir selon son origine.
- Château-Landon : calcaire dur (Seine-et-Marne).
- Cliquart : calcaire coquiller dur à grain.
- Comblanchien : calcaire. Sert à faire des dalles (Bourgogne).
- Échaillon : calcaire à grain fin.
- Granulite : granite.
- Grisard : grès dur.
- Liais : calcaire à grain fin. Sert à faire des marches, des jambages de cheminée (Meuse, Bourgogne).
- Meulière : silex dur. Non taillable, a servi à faire des fondations puis des murs en élévation avec des briques (Île-de-France).
- Molasse : grès argileux (gélif) (Suisse).
- Parmain : calcaire tendre, pierre de taille.
- Pierre de Caen : calcaire crayeux et fin, a servi de matériaux de pierre de taille et de parement pour des édifices religieux et civils, en Normandie, en France et à l'étranger, notamment en Grande-Bretagne, au Canada et aux États-Unis. Quelques carrières encore en exploitation.
- Pierre dorée : calcaire assez tendre (Beaujolais, Lyonnais, Jarnioux, Oingt, Theizé, Charnay).
- Pierre bleue : calcaire (Wallonie).
- Tuf, pierre de Volvic : basalte volcanique (Massif central).
- Tuffeau : calcaire tendre (Anjou, Touraine).
- Vergelé : calcaire tendre (gélif) (Île-de-France).

### Archéologie
Depuis les années 1980, plusieurs approches pluridisciplinaires renouvellent l'archéologie de la construction. La restauration, la réhabilitation, voire la démolition d'un édifice ancien, peuvent en effet être précédées par une étude archéologique des élévations qui permet d'identifier l'origine et le façonnage des pierres, leur transport et leur mise en œuvre lors de phases de construction et de modifications du bâti (relevés détaillés au pierre à pierre), et par des recherches géoarchéologiques qui étudient les dépôts anthropiques (archives du sol) situés à proximité de la construction,.

### Polylithisme
L'emploi, dans un même édifice, de moellons hétérométriques ou de pierres de taille de nature pétrographique et de provenance différentes, est appelé polylithisme de construction (du grec ancien πολύς / polús, « beaucoup », et λίθος / lithos, « roche »). Il peut revêtir deux aspects : polylithisme originel (primaire) lié aux constructions monophasées (pour des raisons architecturales — solidité, esthétique, technique, pratique — ou plus simplement d'économie) ; polylithisme acquis (secondaire) lié aux constructions polyphasées (édifices religieux édifiés sur plusieurs siècles, constructions séparées par des épisodes de destruction et de modifications diverses).
Le polylithisme peut prendre diverses modalités (discret, exacerbé, incontrôlé, maîtrisé) qui s'expriment notamment dans les édifices religieux, s’efforçant ainsi d'exprimer leur histoire dans le mutisme des pierres que déchiffre le géologue : Lapides clamabunt (« Les pierres crieront » disent les Évangiles, l'archéologie décryptant le langage des pierres).

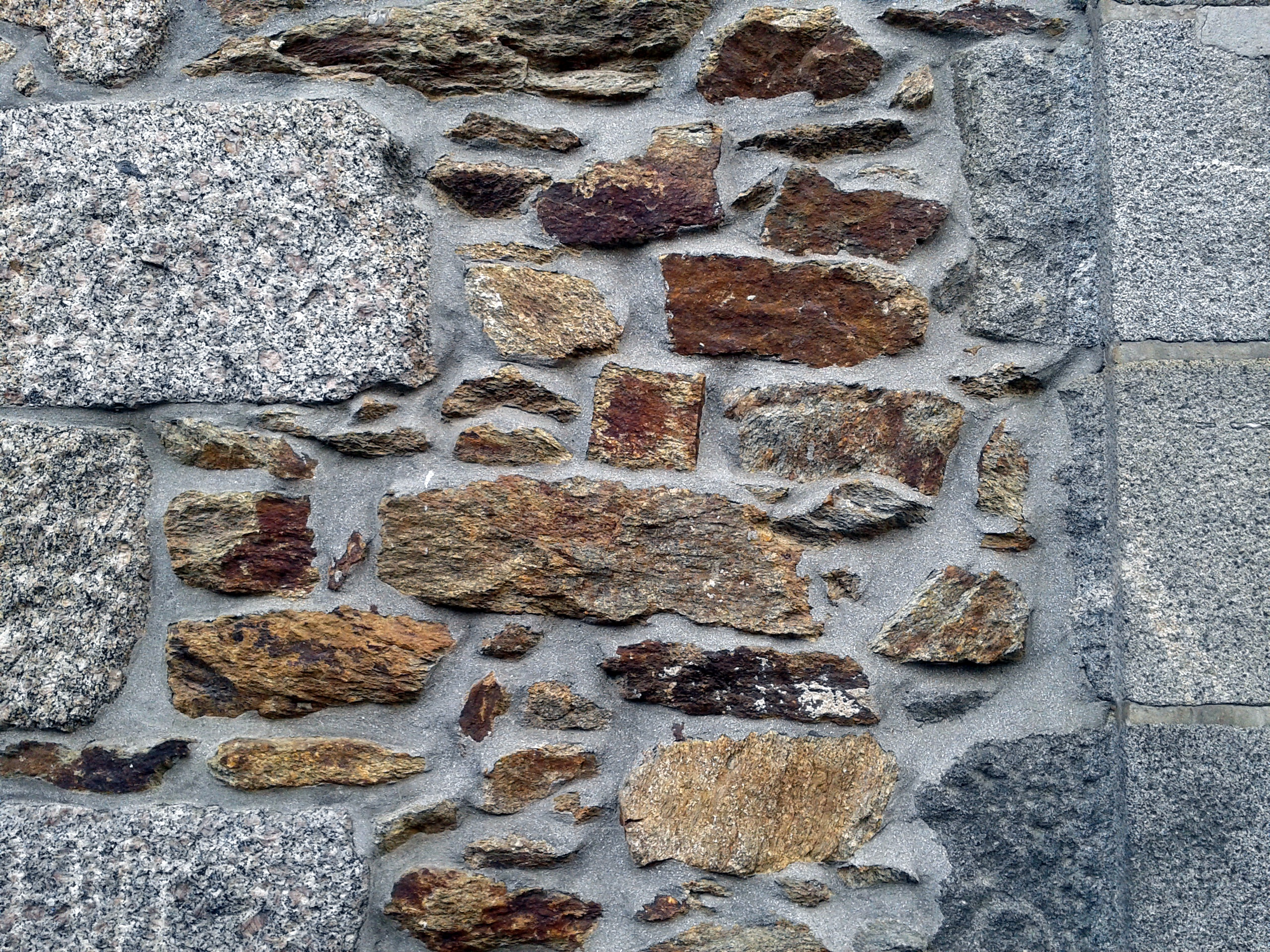
Exemple de mur polylithique, associant le granite de l'Aber-Ildut, l'orthogneiss et la kersantite de Brest[16].
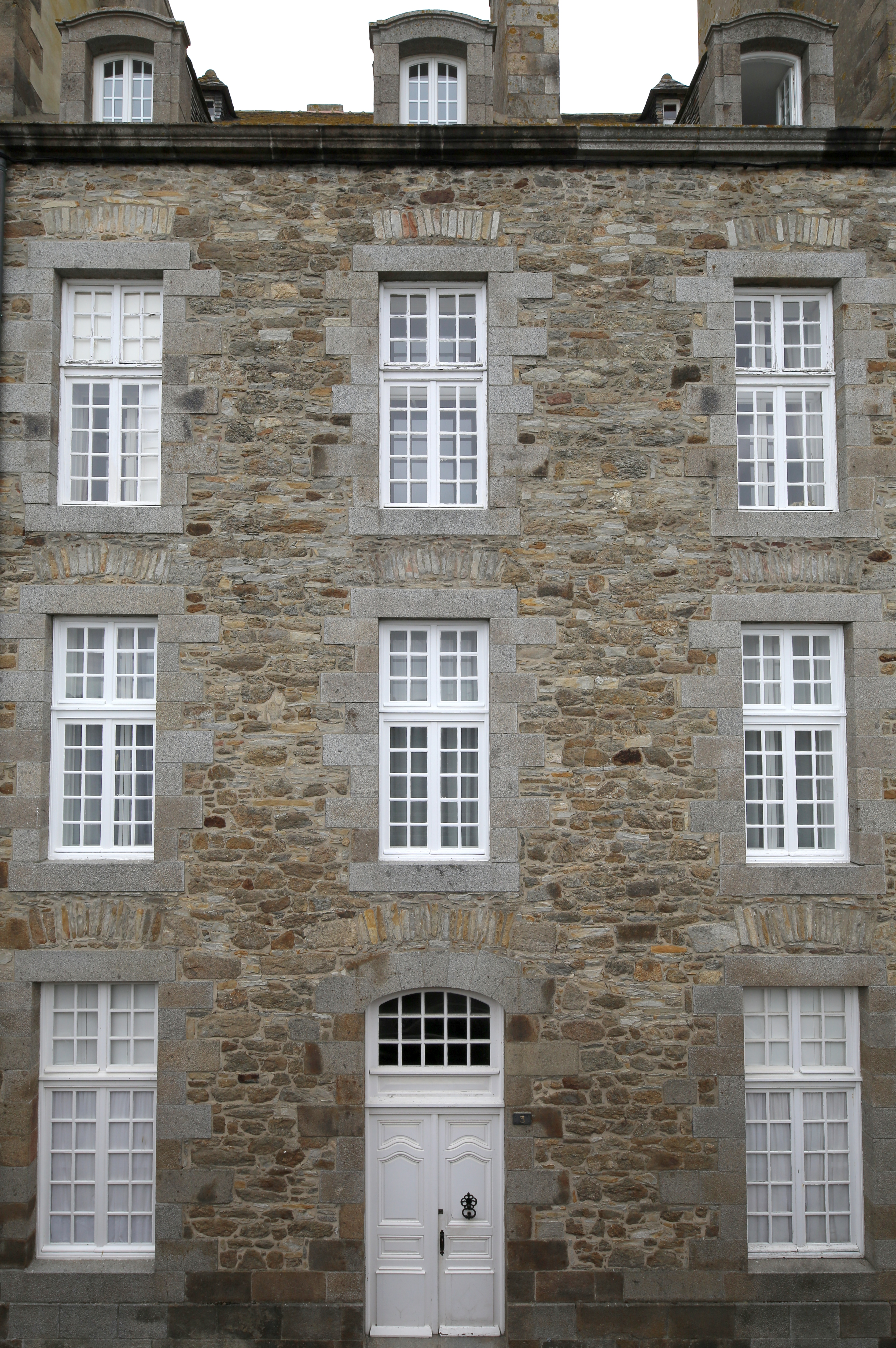
Maison malouine typiquement polylithique[17].